# Melanophryniscus devincenzii
Melanophryniscus devincenzii là một loài cóc thuộc họ Bufonidae.
Loài này có ở Argentina, Uruguay, có thể cả Brasil, và có thể cả Paraguay.
Môi trường sống tự nhiên của chúng là rừng ẩm vùng đất thấp nhiệt đới hoặc cận nhiệt đới, đồng cỏ nhiệt đới hoặc cận nhiệt đới vùng ngập nước hoặc lụt theo mùa, sông có nước theo mùa, vùng nhiều đá, và các đồn điền.
Chúng hiện đang bị đe dọa vì mất nơi sống.

## Hình ảnh

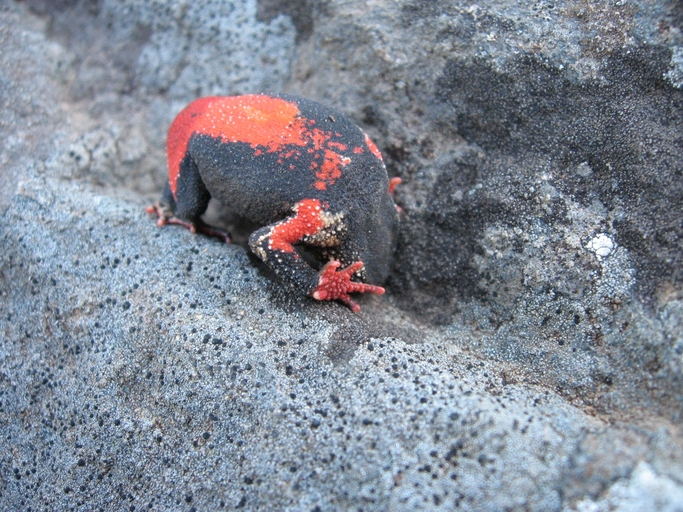
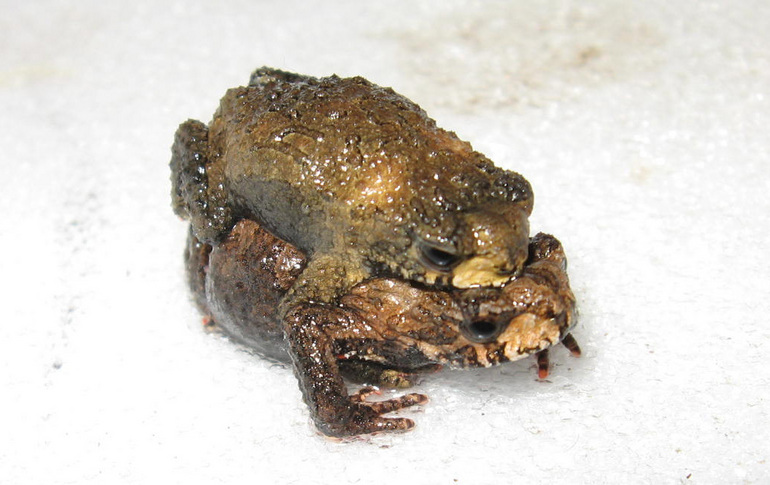
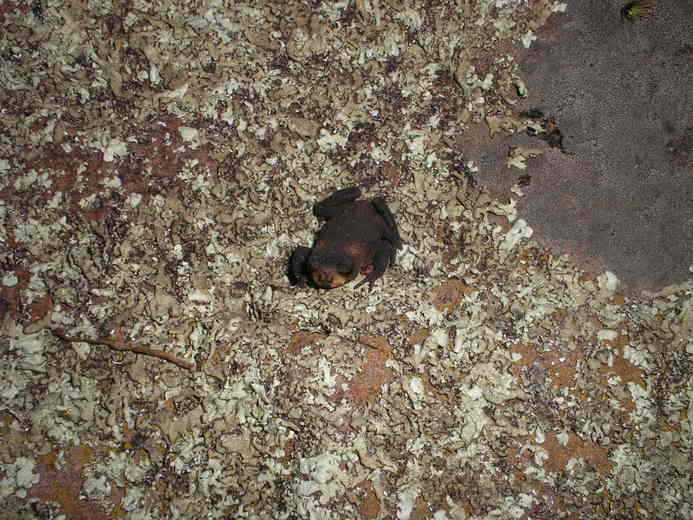
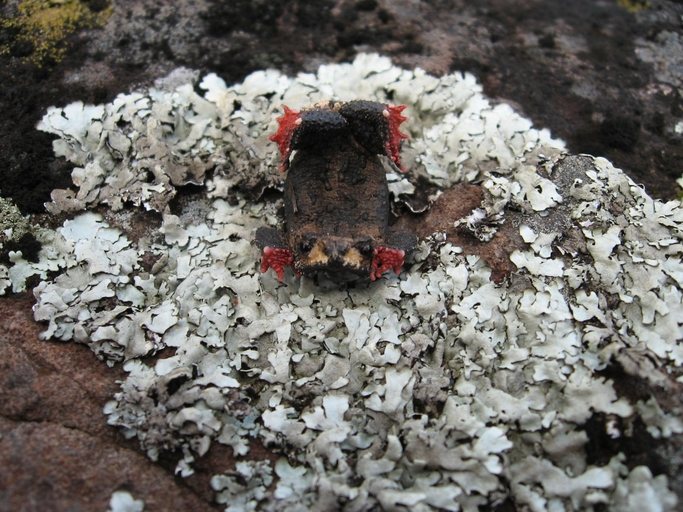